# Olympische Sommerspiele 2020/Teilnehmer (Libanon)
| Gelbes Symbol für Goldmedaillen mit stilisierten Olympischen Ringen | Graues Symbol für Silbermedaillen mit stilisierten Olympischen Ringen | Braundes Symbol für Bronzemedaillen mit stilisierten Olympischen Ringen |
| ------------------------------------------------------------------- | --------------------------------------------------------------------- | ----------------------------------------------------------------------- |
| —                                                                   | —                                                                     | —                                                                       |

Der Libanon nahm an den Olympischen Spielen 2020 in Tokio mit sechs Sportlern in fünf Sportarten teil. Es war die insgesamt 18. Teilnahme an Olympischen Sommerspielen.

## Teilnehmer nach Sportarten

### Gewichtheben
| Athleten         | Wettbewerb                  | Reißen  | Reißen | Stoßen  | Stoßen | Zweikampf | Zweikampf | Rang |
| Athleten         | Wettbewerb                  | Gewicht | Rang   | Gewicht | Rang   | Gewicht   | Rang      | Rang |
| ---------------- | --------------------------- | ------- | ------ | ------- | ------ | --------- | --------- | ---- |
| Frauen           |                             |         |        |         |        |           |           |      |
| Mahassen Fattouh | Halbschwergewicht bis 76 kg | 93 kg   | 11     | 124 kg  | 7      | 217 kg    | 9         | 9    |

### Judo
| Athleten    | Wettbewerb | 1. Runde | 1. Runde | 2. Runde  | 2. Runde | Achtelfinale  | Achtelfinale  | Viertelfinale | Viertelfinale | Halbfinale / Trostrunde | Halbfinale / Trostrunde | Finale / Platz 3 | Finale / Platz 3 | Rang |
| Athleten    | Wettbewerb | Gegner   | Ergebnis | Gegner    | Ergebnis | Gegner        | Ergebnis      | Gegner        | Ergebnis      | Gegner                  | Ergebnis                | Gegner           | Ergebnis         | Rang |
| ----------- | ---------- | -------- | -------- | --------- | -------- | ------------- | ------------- | ------------- | ------------- | ----------------------- | ----------------------- | ---------------- | ---------------- | ---- |
| Männer      |            |          |          |           |          |               |               |               |               |                         |                         |                  |                  |      |
| Nacif Elias | bis 81 kg  | Freilos  | Freilos  | Lee S.-h. | 0s2:10s1 | ausgeschieden | ausgeschieden | ausgeschieden | ausgeschieden | ausgeschieden           | ausgeschieden           | ausgeschieden    | ausgeschieden    | 17   |

### Leichtathletik
Laufen und Gehen 
| Athleten         | Wettbewerb | Runde 1 | Runde 1 | Halbfinale    | Halbfinale    | Finale        | Finale        | Rang          |
| Athleten         | Wettbewerb | Zeit    | Rang    | Zeit          | Rang          | Zeit          | Rang          | Rang          |
| ---------------- | ---------- | ------- | ------- | ------------- | ------------- | ------------- | ------------- | ------------- |
| Männer           |            |         |         |               |               |               |               |               |
| Noureddine Hadid | 200 m      | 21,12 s | 8       | ausgeschieden | ausgeschieden | ausgeschieden | ausgeschieden | ausgeschieden |

### Schießen
| Athleten   | Wettbewerb | Qualifikation   | Qualifikation | Finale          | Finale        | Ringe/ Scheiben | Rang |
| Athleten   | Wettbewerb | Ringe/ Scheiben | Rang          | Ringe/ Scheiben | Rang          | Ringe/ Scheiben | Rang |
| ---------- | ---------- | --------------- | ------------- | --------------- | ------------- | --------------- | ---- |
| Frauen     |            |                 |               |                 |               |                 |      |
| Ray Bassil | Trap       | 114             | 21            | ausgeschieden   | ausgeschieden | 114             | 21   |

### Schwimmen
| Athleten          | Wettbewerb     | Vorlauf     | Vorlauf | Halbfinale    | Halbfinale    | Finale        | Finale        | Rang |
| Athleten          | Wettbewerb     | Zeit        | Rang    | Zeit          | Rang          | Zeit          | Rang          | Rang |
| ----------------- | -------------- | ----------- | ------- | ------------- | ------------- | ------------- | ------------- | ---- |
| Frauen            |                |             |         |               |               |               |               |      |
| Gabriella Doueihy | 200 m Freistil | 2:11,29 min | 29      | ausgeschieden | ausgeschieden | ausgeschieden | ausgeschieden | 29   |
| Männer            |                |             |         |               |               |               |               |      |
| Munzer Kabbara    | 200 m Lagen    | 2:03,08 min | 41      | ausgeschieden | ausgeschieden | ausgeschieden | ausgeschieden | 41   |